# Wereldkampioenschappen schoonspringen 2017 – eenmeterplank vrouwen
Het schoonspringen vanaf de eenmeterplank voor vrouwen tijdens de wereldkampioenschappen schoonspringen 2017 vond plaats op 14 en 15 juli 2017 in de Danube Arena in Boedapest.

## Uitslag
Finalisten zijn de eerste 12 genoemde deelnemers, aangegeven met groen.
| Rang   | Naam               | Land                | Voorronde    | Voorronde    | Finale        | Finale        |
| Rang   | Naam               | Land                | Punten       | Rang         | Punten        | Rang          |
| ------ | ------------------ | ------------------- | ------------ | ------------ | ------------- | ------------- |
| Goud   | Maddison Keeney    | Australië           | 283.80       | 1            | 314.95        | 1             |
| Zilver | Nadezjda Bazjina   | Rusland             | 254.10       | 10           | 304.70        | 2             |
| Brons  | Elena Bertocchi    | Italië              | 263.05       | 4            | 296.40        | 3             |
| 4      | Chen Yiwen         | China               | 277.20       | 2            | 294.70        | 4             |
| 5      | Maria Poljakova    | Rusland             | 260.80       | 6            | 289.05        | 5             |
| 6      | Tina Punzel        | Duitsland           | 261.90       | 5            | 284.25        | 6             |
| 7      | Esther Qin         | Australië           | 259.45       | 7            | 281.20        | 7             |
| 8      | Louisa Stawczynski | Duitsland           | 254.70       | 9            | 277.15        | 8             |
| 9      | Katherine Torrance | Verenigd Koninkrijk | 255.60       | 8            | 275.90        | 9             |
| 10     | Arantxa Chávez     | Mexico              | 249.50       | 11           | 272.30        | 10            |
| 11     | Dolores Hernández  | Mexico              | 246.90       | 12           | 257.20        | 11            |
| 12     | Cheong Jun Hoong   | Maleisië            | 272.75       | 3            | 252.45        | 12            |
| 13     | Kim Un-hyang       | Noord-Korea         | 244.30       | 13           | Uitgeschakeld | Uitgeschakeld |
| 14     | Chang Yani         | China               | 243.30       | 14           | Uitgeschakeld | Uitgeschakeld |
| 15     | Michelle Heimberg  | Zwitserland         | 242.95       | 15           | Uitgeschakeld | Uitgeschakeld |
| 16     | Alena Khamulkina   | Wit-Rusland         | 242.80       | 16           | Uitgeschakeld | Uitgeschakeld |
| 17     | Nur Dhabitah Sabri | Maleisië            | 242.35       | 17           | Uitgeschakeld | Uitgeschakeld |
| 18     | Nicole Gillis      | Zuid-Afrika         | 241.70       | 18           | Uitgeschakeld | Uitgeschakeld |
| 19     | Elizabeth Cui      | Nieuw-Zeeland       | 241.50       | 19           | Uitgeschakeld | Uitgeschakeld |
| 20     | Hanna Pysmenska    | Oekraïne            | 241.00       | 20           | Uitgeschakeld | Uitgeschakeld |
| 21     | Kaja Skrzek        | Polen               | 240.30       | 21           | Uitgeschakeld | Uitgeschakeld |
| 22     | Maria Coburn       | Verenigde Staten    | 239.80       | 22           | Uitgeschakeld | Uitgeschakeld |
| 23     | Kim Na-mi          | Zuid-Korea          | 237.45       | 23           | Uitgeschakeld | Uitgeschakeld |
| 24     | María Betancourt   | Venezuela           | 236.50       | 24           | Uitgeschakeld | Uitgeschakeld |
| 25     | Alison Gibson      | Verenigde Staten    | 236.40       | 25           | Uitgeschakeld | Uitgeschakeld |
| 26     | Diana Pineda       | Colombia            | 232.40       | 26           | Uitgeschakeld | Uitgeschakeld |
| 27     | Daphne Wils        | Nederland           | 227.90       | 27           | Uitgeschakeld | Uitgeschakeld |
| 28     | Julia Vincent      | Zuid-Afrika         | 221.80       | 28           | Uitgeschakeld | Uitgeschakeld |
| 29     | Marcela Marić      | Kroatië             | 219.70       | 29           | Uitgeschakeld | Uitgeschakeld |
| 30     | Shaye Boddington   | Nieuw-Zeeland       | 218.60       | 30           | Uitgeschakeld | Uitgeschakeld |
| 31     | Chiara Pellacani   | Italië              | 218.15       | 31           | Uitgeschakeld | Uitgeschakeld |
| 32     | Luana Lira         | Brazilië            | 215.60       | 32           | Uitgeschakeld | Uitgeschakeld |
| 33     | Tammy Takagi       | Brazilië            | 214.40       | 33           | Uitgeschakeld | Uitgeschakeld |
| 34     | Diana Shelestyuk   | Oekraïne            | 211.30       | 34           | Uitgeschakeld | Uitgeschakeld |
| 35     | Roosa Kanerva      | Finland             | 207.00       | 35           | Uitgeschakeld | Uitgeschakeld |
| 36     | Daniela Zapata     | Colombia            | 206.15       | 36           | Uitgeschakeld | Uitgeschakeld |
| 37     | Anca Serb          | Roemenië            | 204.95       | 37           | Uitgeschakeld | Uitgeschakeld |
| 38     | Indre Girdauskaitė | Litouwen            | 193.85       | 38           | Uitgeschakeld | Uitgeschakeld |
| 39     | Moon Na-yun        | Zuid-Korea          | 191.45       | 39           | Uitgeschakeld | Uitgeschakeld |
| 40     | Jelena Baković     | Servië              | 188.50       | 40           | Uitgeschakeld | Uitgeschakeld |
| 41     | Maha Abdelsalam    | Egypte              | 185.65       | 41           | Uitgeschakeld | Uitgeschakeld |
| 42     | Prisis Ruiz        | Cuba                | 171.05       | 42           | Uitgeschakeld | Uitgeschakeld |
| —      | Habiba Ashraf      | Egypte              | Niet gestart | Niet gestart | Niet gestart  | Niet gestart  |